# Dżubb Machruz
Dżubb Machruz (arab. جب مخزوم) – wieś w Syrii, w muhafazie Aleppo, w dystrykcie Manbidż. W 2004 roku liczyła 1378 mieszkańców.